# Chaeropus yirratji
Chaeropus yirratji — вимерлий вид сумчастих ссавців родини свиноногих бандикутів (Chaeropodidae).

## Таксономія
Родина Chaeropodidae вважалася монотиповою і складалася з єдиного виду Chaeropus ecaudatus, який вимер на початку XX століття. У 2019 році науковцями зроблено ревізію музейних зразків Chaeropus. Було визначено, що зразки які зібрані на заході ареалу відрізняються від типового виду. У них були довші хвіст та задні лапи, дещо інша будова верхньої щелепи та менший отвір у піднебінні, що вказує на інший раціон від C. ecaudatus.

## Поширення та вимирання
Вид був поширений в пустелі Гібсона та Великій Піщаній пустелі на заході Австралії. Останній живий екземпляр спійманий у 1901 році, хоча місцеві аборигени його спостерігали у 1950-х роках. Вид, ймовірно, вимер через хижацтво інтродукованих лисиць та кішок, та руйнування місць проживання через випас худоби.